# Пестов, Дмитрий Филиппович
Дмитрий Филиппович Пестов (1909—1978) — машинист экскаватора Высокогорского рудоуправления Нижне-Тагильского металлургического комбината, Герой Социалистического Труда.

## Биография
Родился в Нижнем Тагиле, сын потомственного горняка. Член ВКП(б)/КПСС с 1943 года.
Работал в Высокогорском рудоуправлении. В годы первой пятилетки под руководством американских инженеров собирал первые экскаваторы марки Марион.
Во время войны выполнял нормы на 200 %, автор десятков рационализаторских предложений. Бригадир фронтового экскаватора, один из инициаторов и организаторов сквозных бригад.
После войны — механик участка экскаваторов Высокогорского рудника.

## Награды
- Герой Социалистического Труда (19.07.1958).
- Три ордена Ленина (31.03.1945, 24.02.1954, 19.07.1958);
- Медали.